# Santa Rita de Cássia Futebol Clube
Santa Rita de Cássia Futebol Clube, kurz Santa Rita FC genannt, ist ein angolanischer Fußballverein aus Uíge.
Der Klub empfängt seine Gäste im 12.000 Zuschauer fassenden Estádio 4 de Janeiro, in dem auch der Lokalrivale União do Uíge seine Heimspiele austrägt.

## Geschichte
Der Verein wurde am 29. August 2015 in der kleinen Ortschaft Casseche bei Uíge gegründet und nach der heiligen Rita von Cascia benannt, der ein Wallfahrtsort in Uíge gewidmet ist. Bereits in den 1980er Jahren bestand ein anderer Fußballverein mit dem Namen Santa Rita in Angola, der Klub Santa Rita Namibe stammte jedoch aus Namibe, über eine Verbindung zwischen beiden Klubs ist nichts bekannt.
Seinen größten Erfolg feierte der Santa Rita FC 2016 mit dem Aufstieg in den Girabola, der höchsten Spielklasse im Fußball Angolas. Erst 2015 war der Klub aus der höchsten Liga der Provinz Uíge in die zweite Liga, den Gira Angola aufgestiegen.
An seinem ersten Spieltag in der ersten Liga empfing das Team am 10. Februar 2017 den Spitzenklub CRD Libolo im heimischen Estádio 4 de Janeiro. Dabei kamen es zu einem Unglück, als ein Zugangsweg einstürzte und 17 Menschen im Gedränge danach zu Tode kamen, 59 weitere wurden teils schwer verletzt.
Am Ende der Saison 2017 stieg der Klub als Tabellenletzter ab.

## Erfolge im Fußball
- 2015: Aufstieg in die zweite Liga Gira Angola
- 2016: Aufstieg in die erste Liga Girabola